# Курбанов, Акобир Сабирович
Акобир Сабирович Курбанов (род. 29 июля 1975, Бухарский район, Бухарская область) — узбекистанский самбист и курешист, чемпион мира по курешу 1999 года, победитель (2002) и бронзовый призёр (1998) розыгрышей Кубка мира по самбо, серебряный (1998, 2001, 2004) и бронзовый (2002, 2004) призёр чемпионатов мира по самбо, победитель соревнований по самбо Всемирных игр 2010 года в Пекине, мастер спорта Узбекистана международного класса. Выступал во второй полусредней (до 74), первой средней (до 82 кг) и второй средней (до 90 кг) весовых категориях. Выпускник Академии МВД Узбекистана 1996 года. В 1996 году стал старшим преподавателем кафедры физической культуры Академии МВД Узбекистана.

## Семья
Отец Сабир Курбанов — советский самбист, Заслуженный мастер спорта СССР, чемпион СССР, Европы и мира.